# Mary Moreland
Mary Moreland è un film del 1917 diretto da Frank Powell. Tratto dal romanzo di Marie Van Vorst, uscì nelle sale il 9 luglio 1917.